# Kommentar des litauischen Strafvollstreckungsgesetzbuchs
Der Kommentar des litauischen Strafvollstreckungsgesetzbuchs (lit. Lietuvos Respublikos bausmių vykdymo kodekso komentaras) ist der einzige Gesetzeskommentar, der das neue Strafvollstreckungsgesetzbuch Litauens (Bausmių vykdymo kodeksas) von 2002 für die Republik Litauen zum Gegenstand hat. Die einzelnen Artikel des Gesetzbuchs werden zitiert und interpretiert. Die Praxis von Konstitucinis Teismas, Lietuvos Aukščiausiasis Teismas und Gerichtshof für Menschenrechte wird auch behandelt. Der Kommentar gehört zur wissenschaftlichen Sekundärliteratur. Er wurde vom Fachverlag „Registrų centras“ 2004 herausgegeben.

## Bibliographie
- 1.–5. Teile // Jonas Blaževičius, doc. dr. Gintaras Švedas, Dmitrij Usik. Lietuvos Respublikos bausmių vykdymo kodekso komentaras. I-V dalys (1-183 straipsniai). Vilnius. 2004. VĮ Registrų centras. 568 Seiten, ISBN kodas: ISBN 9955-557-36-2